# الرجل العقرب

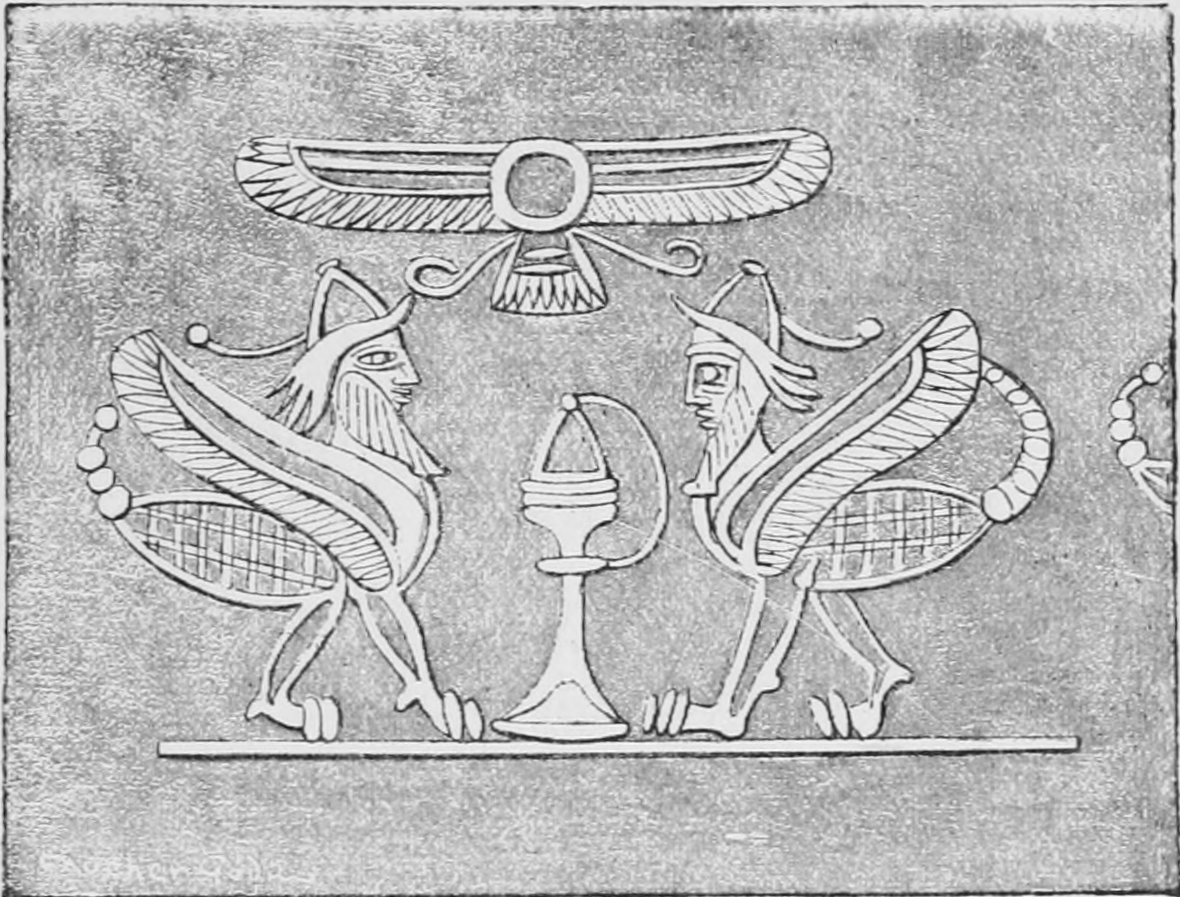
رسم آشوري اسقفي يصور الرجال العقارب.

الرجل العقرب  أو الرجال العقارب يظهر في العديد من الأساطير الواردة في الأساطير اللغة الأكادية، بما في ذلك قصة الخلق البابلية والنسخة البابلية من ملحمة جلجامش. وكانوا يعرفون أيضاً بأسم عقرابواميلو أو غيرتابيلو. يٌصف الرجال العقارب بأن لديهم رأس وجذع وأذرع رجل وجسم العقرب.

## الأساطير
تم إنشاؤهم لأول مرة من قبل تيامات من أجل شن حرب ضد الآلهة الأصغر سناً لخيانة زميلها أبزو. في ملحمة جلجامش، يقفون حراسًا خارج بوابات إله الشمس شمش في جبال ماشو. التي تعطي مدخلاً لكورنوجي، أرض الظلام. يفتح الرجال العقارب الأبواب لشمش بينما يسافر كل يوم، ويغلقون الأبواب بعده عندما يعود إلى العالم السفلي ليلاً. كما أنهم يحذرون المسافرين من الخطر الذي يقع خارج موقعهم. رؤوسهم تلمس السماء، «أرهابهم رائع» و «نظرتهم مميتة». تم وصف لقاء جلجامش في طريقه إلى أوتا-نابيستي، مع قوم-العقارب الذين يحرسون مدخل النفق في إيشكار جلجامش، اللوح التاسع، السطور 47-81.

## مقارنة الأساطير والأديان
العقرب هو أيضاً حارس سحري لبين المداخل، على سبيل المثال، الميكيو من بابوا - «سحر العقرب يستخدم لحماية... منزلك»..
وفقاً لأسطورة الأزتيك كانت تسمى هذه الكائنات تسيتسي ميمي Tzitzimime، وهي عبارة عن أرواح الآلهة المهزومة التي تلقى من السماء بعد أن دمروا بستان أشجار الفاكهة المقدس. وهي زوج من المخلوقات الزرقاء المجسمة، واحد بذراعي وذيل عقرب تزين الأعمدة في «غرفة النجوم» بموقع كاكاستلا الأثري جنوب شرق مكسيكو سيتي. يمكن رؤية أستنساخ الجداريات في المتحف الوطني للأنثروبولوجيا.

## معرض الصور

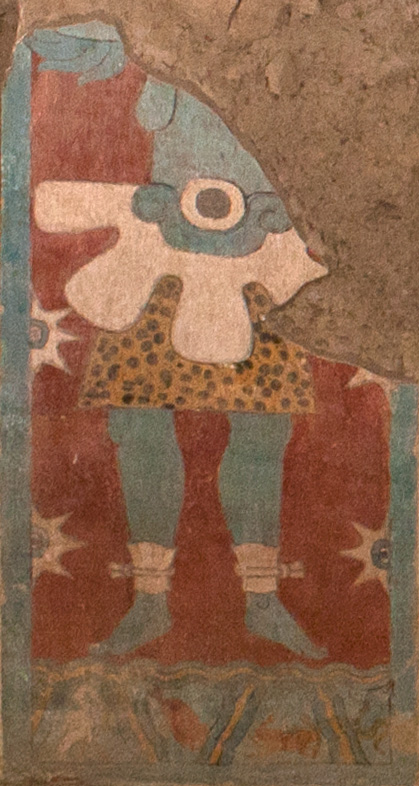
العمود الأيسر
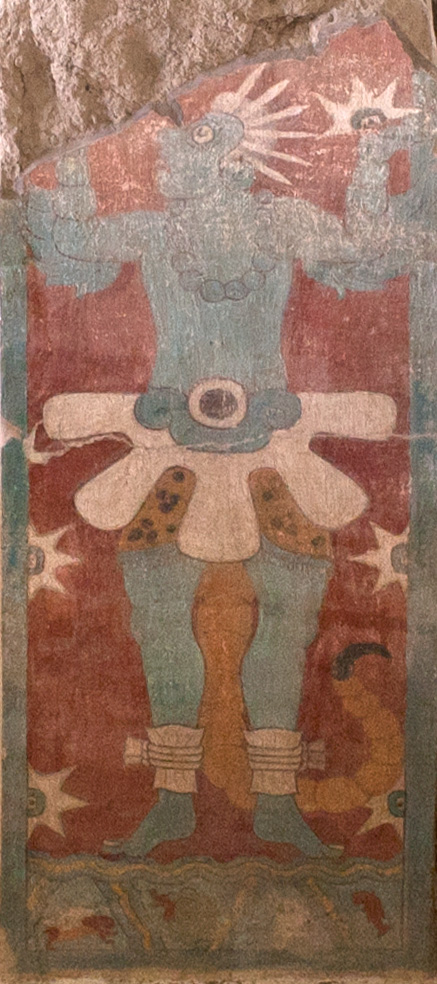
العمود الأيمن

## وصلات خارجية
- Graphic of Scorpion man (From boundary stone: Kudurru). Pictured in register IV-(row IV). (Article with Detail-graphic)